# Whyte Museum of the Canadian Rockies
Le Whyte Museum of the Canadian Rockies est un musée situé au cœur des Rocheuses canadiennes à Banff dans la province de l'Alberta. Ouvert au public en 1968, ce musée illustre à travers sa collection d'œuvres, d'objets d'art et d'artefacts, l'histoire et la culture de Banff et des Rocheuses canadiennes. Il abrite plusieurs galeries, un centre de documentation, des archives et une boutique. Le jardin du musée, ouvert à tous, abrite également deux maisons historiques (celle de Peter et Catharine Whyte et celle de Philippe et Pearl Moore) et quatre cabines qui peuvent être visitées en été. 

## Histoire
Ouvert au public depuis le 16 juin 1968, le Whyte Museum of the Canadian Rockies est né de la vision de Peter et Catharine Whyte, deux artistes et philanthropes résidents de la ville de Banff. Le musée connut plusieurs agrandissements au cours des années 1980 et une nouvelle installation fut ouverte en 1993. Le musée acquiert et expose des œuvres d'art et des artefacts visant à mettre en valeur la culture et l'histoire des Rocheuses canadiennes.

### Fondateurs
De milieux sociaux et de pays différents, Peter Whyte et Catharine Robb (en) se sont rencontrés à l'École du Musée des beaux-arts de Boston (School of the Museum of Fine Arts (en)).
Né à Banff au Canada en 1905, Peter était un enfant très actif et un résident typique de la ville de Banff. Ses passe-temps favoris étant la randonnée, les balades à cheval et les sports d'hiver, en particulier le ski. Passionné par le dessin et la peinture et encouragé par des artistes-peintres américains renommés comme Carl Rungius (en), Aldro Hibbard (en), Belmore Brown and J.E.H. MacDonald, Peter poursuivit des études en peintures aux États-Unis. 
Catharine Robb, né à Concord, Massachusset aux États-Unis dans une famille de la haute société, grandit auprès de personnages influents. Son père, Russell Robb ingénieur de formation et vice-président d'une firme d'ingénierie prospère. Sa mère, Edith Morse Robb, dirigeait une entreprise de broderie. Et son grand-père, Edward Sylvester Morse, un naturaliste américain reconnu et directeur du Peabody Museum de Salem, de 1880 à 1914, a particulièrement influencé sa trajectoire. 
En 1925, Catharine rejoint l'École du Musée des beaux-arts de Boston où elle rencontre Peter. Après quelques années de relation secrète, Peter et Catharine se marient et Catharine quitte son confort de vie aux États-Unis pour emménager à Banff dans la ville natale de Peter. Catharine s'est très vite habituée au style de vie dans les montagnes et les deux jeunes mariés passèrent de nombreux mois à peindre dans l'arrière-pays avant de construire leur maison qui se trouve toujours dans le jardin de musée. Deux grands voyageurs, Peter et Catharine ont fait plusieurs voyages à Hawaï, Bali, Japon et aussi en Europe. De retour à Banff, Peter et Catharine étaient très impliqués dans la communauté et entretenaient des relations privilégiées avec les peuples autochtones de la région, en particulier les Stoney Nakoda. La peinture resta leur principale occupation et la plupart de leurs œuvres se trouvent toujours au musée. La collection d'œuvres de Peter et Catharine Whyte se constitue en majorité de peintures de paysages des Rocheuses canadiennes, mais aussi nombreux portraits des membres de leur famille, de leurs amis dont des autochtones du peuple des Stoney Nakoda. 
Deux personnages influents et appréciés de la communauté de Banff, Peter et Catharine Whyte ont toujours suivi leur passion pour l'art et la culture encourageant de nombreux artistes locaux. Cette passion les mènera à créer une fondation et quelques années plus tard le musée,.

### Le projet muséographique de Peter et Catharine
L'intérêt de Catharine pour la muséologie, insufflé par son grand-père, et la volonté du couple de préserver l'histoire de Banff les menèrent à créer une fondation en 1958. Le nom original de la fondation fut suggéré par George McLean, ainé grandement respecté du peuple Stoney Nakoda. La fondation avait pour but de soutenir l'éducation des peuples autochtones et la conservation de la vaste collection d'artefacts et de documents historiques de Peter et Catharine, qui constitue aujourd'hui le cœur du musée et des archives. En 1968, la fondation devint un musée avec une galerie d'art, un centre d'archive et une bibliothèque où locaux et visiteurs peuvent découvrir l'histoire et la culture de la région.

### Agrandissement du musée
Le 20 juin 1993, à l'occasion du 25e anniversaire du musée, une nouvelle aile de plus de 1 200 m2 est inaugurée. Cette nouvelle aile, s'ajoutant à l'édifice existant de 1500m² et rénovée au même moment, a permis d'accroître les espaces d'exposition, d'améliorer l'espace de stockage et les zones de travail consacrées à la conservation, d'agrandir le magasin du musée et les zones administratives. 
Le coût total du projet, piloté par l'architecte Bill Marshall, s'élevait à 3,4 millions de dollars canadiens. Le gouvernement de l'Alberta a financé la moitié du projet et l'autre moitié fut financée par des fonds privés de plus de 300 donneurs grâce à une campagne de financement. 
Le bâtiment original fut conçu par Philippe Delesalle en 1968,,.

## Collections et expositions
Le centre d'archives et les collections du Whyte Museum of the Canadian Rockies représentent l'une des plus importantes collections de l'histoire des Rocheuses canadiennes. Une partie des collections du musée sont présentées dans les salles d'expositions permanentes et temporaires du musée. 

### Collections
Les collections du musée regroupent quelque 20 000 artefacts, œuvres d'art, objets et documents se rapportant à l'histoire de la région ainsi qu'à la diversité de ses habitants (peuples autochtones, figures féminines, artistes, immigrants, guides, pourvoyeurs, alpinistes, randonneurs, explorateurs et skieurs).  La collection d'art du Whyte Museum of the Canadian Rockies incarne l'esprit artistique et la vision des fondateurs, Peter et Catharine Whyte. Elle s'étend du début des années 1800 à nos jours et comprend des œuvres d'artistes régionaux et provinciaux. Parmi les plus remarquables : 
- A.Y. Jackson
- Franz Johnston
- Charles Comfort
- Charlie Beil
- Aldro Hibbard (en)
- Carl Rungius (en)
- Frederic Marlett Bell-Smith
- Mary Vaux Walcott
- Margaret Shelton (en)
- Nicholas Raphael de Grandmaison (en)

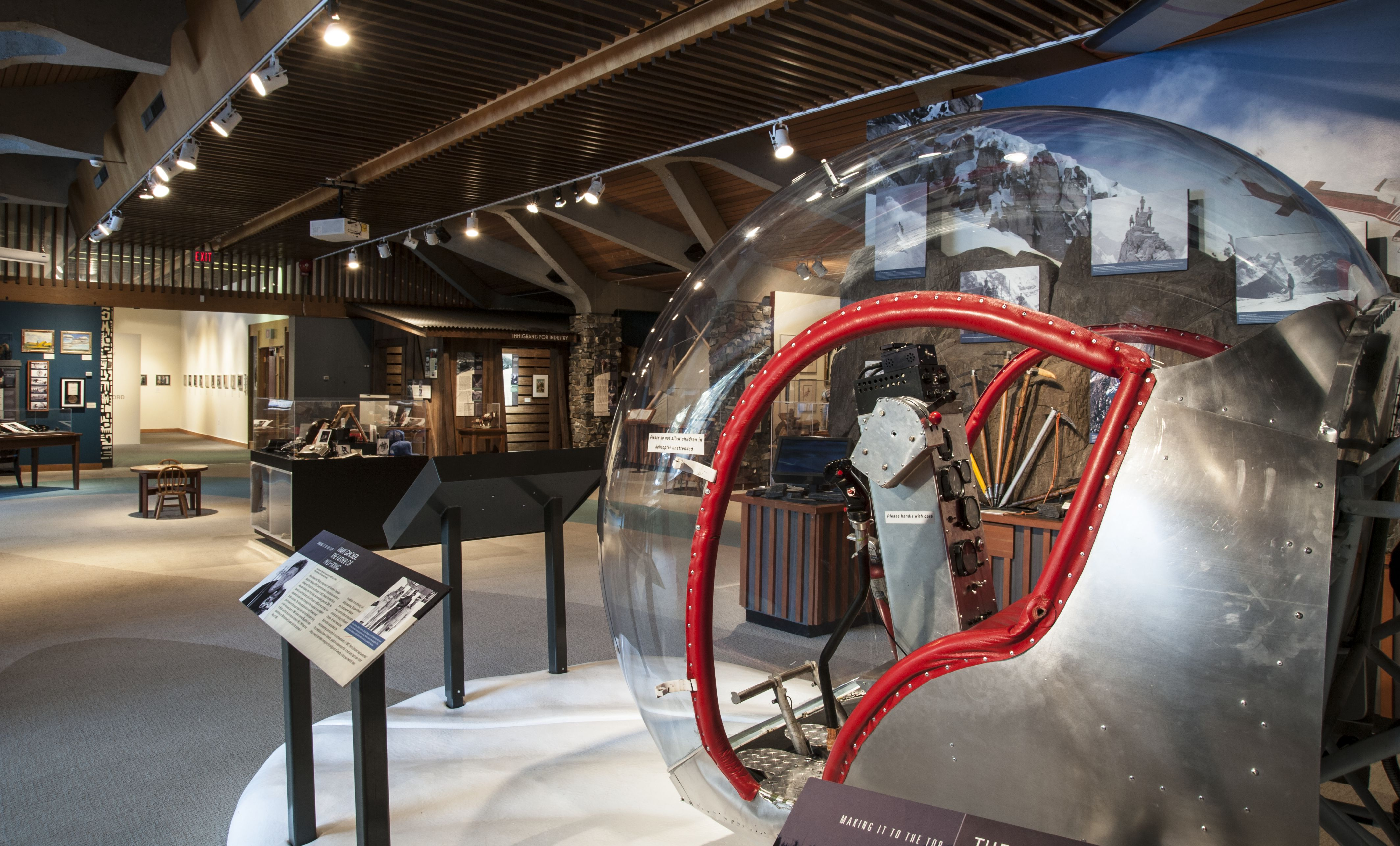
Exposition permanente «Gateway to the Rockies»

- Mary T. S. Schäffer Warren

### Galeries et expositions

#### Expositions permanentes
Installée au printemps 2012 et mise à jour à l'hiver 2016/2017, l'exposition «Gateway to the Rockies» présente une vue d'ensemble de l'histoire des Rocheuses canadiennes. Elle présente les personnages et les moments importants de l'histoire des Rocheuses : de la construction de la ligne de train au développement du ski et de l'alpinisme en passant par les cultures des peuples autochtones. 
La «Galerie des fondateurs», rénovée en novembre 2017, présente des objets de la collection de Peter et Catharine Whyte et change au fil du temps pour assurer l'accessibilité aux œuvres.

#### Expositions temporaires
La «Galerie d'art» accueille des expositions temporaires d'artistes contemporains locaux et provinciaux. En été, la galerie présente une exposition des collections du musée et souvent une rétrospective des œuvres de Peter et Catharine.
Enfin, la galerie «Elizabeth Rummel» présente les nouvelles acquisitions du musée. Dans la continuité du travail et de la vision de Peter et Catharine Whyte, l'équipe du musée continue à acquérir des œuvres pour enrichir ses collections.

## Maisons historiques
Le site du Whyte Museum of the Canadian Rockies compte six maisons historiques. Les maisons des Whyte et des Moore peuvent être visitées pendant la saison estivale et les cabines ne peuvent être vues que de l'extérieur. Ces maisons historiques du début des années 1900-1930 représentent le mode de vie des pionniers de la ville de Banff et des personnes qui ont contribué à façonner la communauté. Elles ont pour but de préserver des exemples significatifs des styles architecturaux des premières années de Banff.

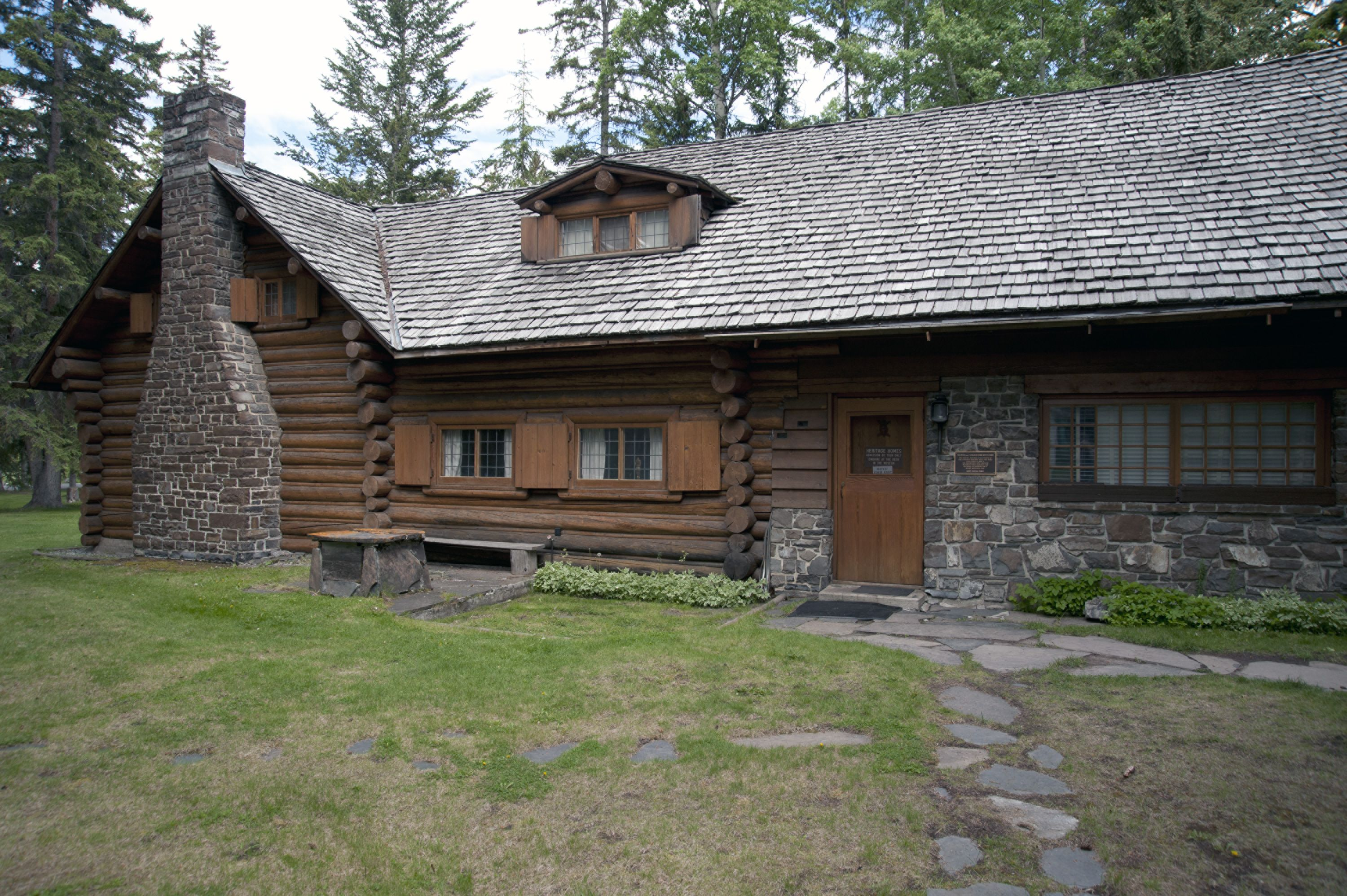
Maison de Peter et Catharine Whyte vue de l'extérieur.

### Whyte Home
Cette maison est celle des fondateurs du musée, Peter et Catharine (Robb) Whyte. Philanthropes, voyageurs du monde et artistes peintres, ils ont construit leur maison en 1930-1931 juste après leur mariage. Plusieurs additions et rénovations ont eu lieu à la fin des années 1930 notamment la construction d'un studio de peinture. Cette maison témoigne de leur style de vie et de leur personnalité. 

### Moore Home
Philip et Pearl (Brewster) Moore sont deux pionniers de la ville de Banff qui ont contribué à la conservation de l'histoire de Banff. Pearl grandit auprès de 6 frères, dont Jim et Bill Brewster à l'origine de la compagnie de transport Brewster dans les années 1900. Elle chassait et jouait encore au hockey à 50 ans passés.  Philip Moore du New Jersey était un athlète qui a remporté un record du monde en saut à la perche. Leur maison, construite en 1907 sur Fox Street, fut donnée au Whyte Museum et déplacée en 1971 sur la propriété des Whyte.

### Peyto Cabin
Bill Peyto est l'un des personnages légendaires de la ville de Banff. Venu à Banff d'Angleterre au début des années 1890, il a travaillé en tant que pourvoyeur pour Tom Wilson et ouvert son propre business quelques années plus tard. Un vrai montagnard, Bill Peyto était un personnage connu dans la communauté et il a contribué au développement de la ville de Banff. Cette cabine était utilisée comme espace de stockage pour la pourvoirie et la chasse. Dans les années 1930, Peter et Catharine Whyte ont déplacé la cabine dans le jardin du musée à des fins de conservation et pour accueillir leurs amis Stoney Nakoda pendant qu'ils peignaient leur portrait. 

### Jack Sinclair
Jack Sinclair était un chercheur d'or venu d'Australie. Après s'être installé à Banff dans les années 1890, Jack a travaillé pour son ami Bill Peyto. Au début de la guerre des Boers, Jack et Bill lancèrent une pièce de monnaie pour savoir qui défendrait l'Empire et qui resterait pour faire tourner leur affaire. Après le retour de Bill de la guerre, Sinclair décida que c'était son tour de partir à l'aventure, à la recherche d'or en Afrique du Sud. Après plusieurs années sans revenir à Banff, le terrain près de la rivière de la Bow où se trouve actuellement le musée fut cédé à Dave White, père de Peter, pour 100 $ en 1910.

### Bill Mather
William Bill Mather est arrivé à Banff d'Ontario dans les années 1880. Propriétaire d'une compagnie de bateaux, il offrait des tours en été et entretenait la patinoire et le terrain de curling sur la rivière de la Bow en hiver. Bill construit cette cabine en bois aux formes robustes et sa femme accoucha d'un de leurs enfants dans cette cabine lors d'une inondation. Le médecin qui a accouché le bébé portait, dit-on, une paire des bottes-pantalons ! Au cours des années suivantes, le fils de Bill, Allen, loua la cabine pour les saisons touristiques. La cabine fut déplacée de l'autre côté de la rivière sur la propriété Whyte en 1977.

### Windy Cabine
Windy cabine est le seul exemple restant des cabines utilisées pour héberger les gardes du parc national de Banff durant leur séjour dans l'arrière-pays. Leur principale mission était de protéger l'arrière-pays de feux de forêt et de braconniers. Construite par les gardes en 1911, à 45 kilomètres au nord de Banff sur la rivière Panther, cette cabine était habitée toute l'année. Au début des années 1970, inquiet de la détérioration de Windy Cabine, Parcs Canada a choisi de la déplacer sur la propriété du musée et de la rendre accessible.